# C. Thomas Howell
Christopher Thomas Howell (ur. 7 grudnia 1966 w Los Angeles) – amerykański aktor filmowy i telewizyjny, także producent filmowy, scenarzysta i reżyser.

## Życiorys

### Wczesne lata
Syn kaskadera, koordynatora wyczynów kaskaderskich i gwiazdora jeździectwa rodeo Christophera Thomasa „Chrisa” Howella i Candice Howell, był wychowywany przez ojczyma Cata Ballou. Dorastał w Van Nuys w Kalifornii. Mając cztery lata pojawił się po raz pierwszy w serialu Mali ludzie (Little People, 1970). W 1973 roku lat spróbował swoich sił na rodeo. W wieku jedenastu lat wystąpił w komedii fantasy ABC Zdarzyło się w Święta Bożego Narodzenia (It Happened One Christmas, 1977) u boku Orsona Wellesa, wyprodukowanej dla telewizji remake’u klasyka Franka Capry To wspaniałe życie (It’s a Wonderful Life) z 1946 roku z Jamesem Stewartem. W 1984 ukończył Saugus High School w Santa Clarita. Uczęszczał do The National Conservatory for Drama Arts.

### Kariera
Jego debiutem na dużym ekranie była rola Tylera w filmie przygodowym sci-fi Stevena Spielberga E.T. (E.T.: The Extra-Terrestrial, 1982) z Drew Barrymore i Peterem Coyote. Przełomem w ekranowej karierze była kreacja Ponyboya Curtisa w dramacie kryminalnym Francisa Forda Coppoli Outsiderzy (The Outsiders, 1983), za którą w Los Angeles został uhonorowany nagrodą przyznawaną dla młodego artysty. Na planie tego filmu spotkał się z Patrickiem Swayze, z którym wystąpił potem jeszcze w dwóch produkcjach; dramacie przygodowo-sensacyjnym Czerwony świt (Red Dawn, 1984) i dramacie USA, widok ogólny (Grandview, U.S.A., 1984) z Jamie Lee Curtis, Joan Cusack i Jennifer Jason Leigh. Sukcesem była kreacja studenta prawa na Harvardzie, który wiedząc że stypendia przysługują czarnoskórym studentom, zdobywa pigułki powodujące ciemnienie skóry w komedii Rasowy stypendysta/Czarny duszą (Soul Man, 1986).
Był jednym z kandydatów do roli Marty’ego McFly w komedii przygodowej sci-fi Roberta Zemeckisa Powrót do przyszłości (Back to the Future, 1985). Postać tę miał początkowo zagrać także Eric Stoltz, jednak ostatecznie rolę otrzymał Michael J. Fox. Dwukrotnie wcielił się w postać kierowcy na opustoszałej autostradzie, który musi zmierzyć się z psychopatycznym mordercą w thrillerze Autostopowicz (The Hitcher, 1986) i sequelu Autostopowicz – Wyścig o przetrwanie (The Hitcher II: I've Been Waiting, 2003).
Pochodząca z Tacoma hardcorowa grupa Botch nagrała utwór pt. „C. Thomas Howell as the 'Soul Man'”, który znalazł się na płycie We are the Romans (1999). Był też gospodarzem nocnej niedzielnej hollywoodzkiej audycji radiowej w Los Angeles.
Zagrał porucznika i potem sierżanta Thomasa D. Chamberlaina w dwóch epickich opowieściach osadzonych w początkach wojny secesyjnej – Gettysburg (1993) i Generałowie (Gods and Generals, 2003). Pojawił się gościnnie w serialu 24 godziny (24, 2006) jako Barry Landes, przyjaciel i lekarz Kim Bauer (Elisha Cuthbert).
W 1995 roku zadebiutował jako reżyser i scenarzysta dramatu sensacyjnego Klepsydra (Hourglass), gdzie zagrał niemającego głowy do interesów młodego projektanta mody zauroczonego „kobietą fatalną”.

## Życie prywatne
11 lipca 1989 roku w Las Vegas poślubił Rae Dawn Chong, z którą się jednak rozwiódł w 1990 roku. 25 lipca 1992 roku ożenił się ponownie, jego żoną została Sylvie Anderson. Mają córkę Isabelle Yasmine (ur. 17 lutego 1993) oraz dwóch synów – Dashiella Andersona Sage (ur. 2 stycznia 1997) i Liama Westa (ur. 24 kwietnia 2001).
W 2003 roku Howellowi pękł wyrostek robaczkowy, szybka interwencja lekarzy uratowała mu życie. Stracił metr jelita i ponad dwadzieścia kilogramów wagi. W szpitalu przeleżał miesiąc, a po wyjściu rozpoczął walkę o odbudowanie swojego organizmu. Zatrudnił trenera i stosował specjalną dietę.

## Filmy
- 1977: Zdarzyło się w Święta Bożego Narodzenia (It Happened One Christmas, TV)
- 1982: E.T. (E.T.: The Extra-Terrestrial) jako Tyler
- 1983: Outsiderzy (The Outsiders) jako Ponyboy Curtis
- 1984: Czołg (Tank) jako William „Billy” Carey
- 1984: Czerwony świt (Red Dawn) jako Robert Morris
- 1984: USA, widok ogólny (Grandview, U.S.A.) jako Tim Pearson
- 1986: Autostopowicz (The Hitcher) jako Jim Halsey
- 1986: Rasowy stypendysta/Czarny duszą (Soul Man) jako Mark Watson
- 1988: Młody Toscanini (Young Toscanini) jako Arturo Toscanini
- 1989: Powrót muszkieterów (The Return of the Musketeers) jako Raoul
- 1991: Dzieciak (Kid)
- 1993: Gettysburg jako porucznik Thomas D. Chamberlain
- 1997: Wyrok (Laws of Deception) jako Evan Marino
- 1999: Gorące chłopaki (Hot Boyz) jako Roberts
- 2003: Autostopowicz – Wyścig o przetrwanie[12] jako Jim Halsey
- 2003: Generałowie (Gods and Generals) jako sierżant Thomas D. Chamberlain
- 2004: Hidalgo – ocean ognia jako Preston Webb
- 2005: Co niesie życie (Ordinary Miracles, TV) jako James „Jim” Powell
- 2005: Wojna Światów HG Wells[13] jako dr George Herbert
- 2008: Dzień, w którym Ziemia zamarła[14] jako Josh Myron (oraz reżyseria)
- 2008: Przysięga szeryfa (A Gunfighter's Pledge, TV) jako Horn
- 2008: Wojna Światów 2[15] jako George Herbert (oraz reżyseria)
- 2009: American Pie: Księga miłości jako absolwent
- 2012: Niesamowity Spider-Man (The Amazing Spider-Man) jako ojciec Jacka
- 2016: LBJ jako Walter Jenkins

## Seriale TV
- 1970: Mali ludzie (Little People)
- 1996: Więzy krwi (Kindred: The Embraced) jako Frank Kohanek
- 1998: Po tamtej stronie (The Outer Limits) jako kpt. Miles Davidlow
- 1998: V.I.P. jako Phil Sherman
- 1998: Statek miłości (The Love Boat: The Next Wave) jako John
- 1999–2000: Rozbitkowie (Peter Benchley's Amazon) jako dr Alex Kennedy
- 2000: Życie do poprawki (Twice in a Lifetime) jako Tony
- 2002: Nagi patrol (Son of the Beach) jako Jason Dudikoff
- 2004: Bez pardonu (The District) jako Chris Gunner
- 2004–2005: Summerland jako Kyle Bale
- 2005: Ostry dyżur (ER) jako Vincent Janeson
- 2006: 24 godziny (24) jako Barry Landes
- 2009–2013: Zabójcze umysły (Criminal Minds) jako George Foyet
- 2009–2013: Southland jako Bill „Dewey” Dudek
- 2010: Świry (Psych) jako agent Camden Driggs
- 2011: Zbrodnie Palm Glade (The Glades) jako Peyton Robinson
- 2011: Chaos jako Carson Simms
- 2012: Alphas jako Eli Aquino
- 2012: Revolution jako Bounty Hunter
- 2012: Castle jako John Campbell
- 2012: Longmire jako Ray Stewart
- 2012: Hawaii Five-0 jako Martin Cordova
- 2013: Synowie Anarchii (Sons of Anarchy) jako agent Frank Eagan
- 2013: Zaprzysiężeni (Blue Bloods) jako Alex Polański
- 2014: Grimm jako agent Weston Steward
- 2014–2015: Stitchers jako Daniel Stinger
- 2015: Motyw (Motive) jako Joe Hillis
- 2015: Jeździec bez głowy (Sleepy Hollow) jako agent Mick Granger
- 2016: Królestwo zwierząt (Animal Kingdom) jako Paul Belmont